# Хиго (провинция)

Провинция Хиго на карте Японии со старым административным делением (выделена красным).

Провинция Хиго (яп. 肥後国 хиго но куни, «Страна Хиго») — историческая провинция Японии в регионе Кюсю на западе острова Кюсю. Соответствует территории современной префектуры Кумамото.

## История
Издревле Хиго была частью Хи но Куни (яп. 火国, «страна огня», позже переименованная в 肥国), прото-государственного образования племён кумасо, которое после завоевания яматосцами было разделено в VII веке на две административные единицы — Хиго (яп. 肥後, «заднее Хи») и Хидзэн (яп. 肥前, «переднее Хи»). Правительственный центр провинции Хиго находился в современном городе Кумамото.
В XIV веке провинция Хиго была разделена между родами Асо, Сора и Кикути. После утверждения сёгуната Муромати род Кикути смог удержать власть на юге провинции. Роды Асо и Сора контролировали северные земли Хиго, однако из-за изнурительных войн в XVI веке были поглощены родом Отомо, правителями соседней провинции Бунго.
После объединения Японии в 1590 году Тоётоми Хидэёси провинция Хиго была разделена между его вассалами — христианином Кониси Юкинагой и фанатичным буддистом Като Киёмасой. Первый приложил усилия к развитию торговли и распространению христианства, а второй занимался исключительно военными делами, преимущественно строительством замков.
В период Эдо (1603—1867) провинция Хиго была разделена на несколько ханов: Кумамото-хан, Хиго-Синдэн-хан, Уто-хан и Хитоёси-хан. Первый, самый крупный из них, принадлежал самурайскому роду Хосокава.
В результате административной реформы в 1871 году провинция Хиго была преобразована в префектуру Кумамото.

## Уезды провинции Хиго
- Акита (яп. 飽田郡)
- Амакуса (яп. 天草郡)
- Асикита (яп. 葦北郡)
- Асо (яп. 阿蘇郡)
- Госи (яп. 合志郡)
- Кикути (яп. 菊池郡)
- Кума (яп. 球麻郡)
- Масики (яп. 益城郡)
- Такума (яп. 託麻郡)
- Тамана (яп. 玉名郡)
- Уто (яп. 宇土郡)
- Ямага (яп. 山鹿郡)
- Ямамото (яп. 山本郡)
- Яцусиро (яп. 八代郡)